# Felsőapáti
Felsőapáti (szlovákul: Horné Opatovce, németül: Opltsdorf) Garamszentkereszt városrésze Szlovákiában, a Besztercebányai kerület Garamszentkereszti járásában.

## Fekvése
Garamszentkereszt központjától 2 km-re délre a Garam-folyó bal partján fekszik.

## Története
A falut 1253-ban „terra Apathy" alakban említik először, valószínűleg a 13. században a garamszentbenedeki bencés apátság területén keletkezett, nevét is egykori birtokosáról kapta. 1335-ben Kis- és Nagyapátiként említik. 1538-tól az esztergomi káptalan faluja volt. 1720-ban malom, kocsma, mészárszék és 53 lakóház állt a településen.
Vályi András szerint „Felső Apáti. Horne Opatovcze, tót falu Bars Vármegyében, birtokosa az Esztergomi Káptalanbéli Uraság, lakosai katolikusok, fekszik a’ felső járásban. Termő földgye síkoson jó, réttye gazdag, és nagy, legelője mindenféle marháinak elegendő, erdeje makk termő, a’ honnan mind a’ kétféle fája szabad, malma helyben, vagyonnyainak eladására jó alkalmatossága, a’ szomszéd Bánya Várasokban, első Osztálybéli."
Fényes Elek szerint „Apáthi (Felső), Horne Opatovcze, tót falu, Bars vgyében, Sz. Kereszthez 1/4 mfd.. 815 lak. Kath. paroch. templom. Rétje sok és jó; erdeje és vizimalma van. F. u. az esztergami káptalan. Ut. p. Léva."
1828-ban 116 házában 815 lakos élt, akik főként mezőgazdasággal foglalkoztak.
Bars vármegye monográfiája így ír róla: „Felsőapáti, garammenti tót kisközség, 1022 róm. kath. vallású lakossal. E községet már 1253-ban találjuk említve, terra Apathy monasterii de Grana néven. 1538-ban már az esztergomi káptalan birtoka, korábban azonban a szent-benedeki apátsághoz tartozott. A XVIII. század második felében Horni-Opatovcze tót nevével találkozunk. Ősi, gótikus templomát, mely 1694-ben leégett, a folytonos átépítésekkel elrontották. Legutóbb 1713-ban újították meg, de tornyát, mely a sanctuarium fölött van, 1777-ben építették hozzá. A község postája, távirója és vasúti állomása Garamszentkereszt."
1910-ben a falunak 1182 szlovák lakosa volt. A trianoni diktátumig Bars vármegye Garamszentkereszti járásához tartozott.
Mezőgazdasági jellegét később is megőrizte. Földműves szövetkezete 1957-ben alakult. 1969-ben csatolták Garamszentkereszthez, amikor a közeli gyár okozta rosszabbodó életfeltételek miatt a Csehszlovák kormány 1969/188. rendeletével a falu felszámolását határozta el, mely közel tíz évig tartott.

## Nevezetességei
Római katolikus temploma eredetileg gótikus stílusban épült, egy tűzvészt követően a 17. század végén és a 18. század elején átépítették. Tornyát 1777-ben építették.

## Lásd még
- Garamszentkereszt
- Saskőváralja

## Külső hivatkozások
- Garamszentkereszt hivatalos oldala
- Alapinformációk
- Garamszentkereszt Szlovákia térképén
- E-obce.sk[halott link]